# Tordenc d'Aràbia
El tordenc d'Aràbia o garsa bruna aràbiga (Argya squamiceps) és una espècie d'ocell de la família dels leiotríquids (Leiothrichidae). que habita l'Orient Mitjà.

## Morfologia
- Fa 26 - 29 cm de llargària, amb una envergadura de 31 - 33,5 cm i un pes de 64-83 grams.
- Bec corb bastant llarg, cua llarga, ales arrodonides i potes i peus forts.
- Plomatge de color gris-marró per sobre i més pàl·lid per sota. Al dors ratlles fosques. Gola blanquinosa.
- Té una varietat de trucades incloent xiulits i trins.

## Hàbitat i distribució
Viu en zones de matoll i sabanes àrides, a l'est, sud i oest de la Península Aràbiga, nord de Jordània, Israel i est de la Península del Sinaí.

## Alimentació
Cerca l'aliment a terra, amb una dieta molt variada que inclou insectes, petits vertebrats, fulles, baies i llavors.

## Reproducció
Fa un niu en forma de gran tassa, amb herba, branquetes i altres materials vegetals, on pon 3 - 5 ous color turquesa. De vegades més d'una femella fa la posta al mateix niu. Els nius són covats 13 – 14 dies i els ocellets romanen allí uns 14 dies. Aquest ocells són molt sociables i viuen en grups territorials de 2 – 22 individus. Generalment només es reprodueixen el mascle dominant i la femella, mentre els altres membres del grup ajuden amb la incubació dels ous i l'alimentació dels joves.